# Thomas Hedlund
För musikern Thomas Hedlund se Thomas Hedlund (musiker)
Thomas Hedlund, född 7 januari 1973, är en svensk fotbollsspelare som har spelat i Superettan och Allsvenska som mittback för Gefle IF.
Hedlund kommer ursprungligen från Västansjö utanför Kilafors i Bollnäs kommun. Han började sin fotbollskarriär i Hällbo IF för att sedan som artonåring 1990 gå till Söderhamns FF. År 1994 värvades han till Gefle IF. I sin ungdom spelade han också ishockey i Bollnäs IS. Han spelade i TV-Pucken med Hälsingland 1987-1988.[källa behövs] Andra spelare i Hälsinglands TV-Pucklag 1988 var de blivande juniorlandslagstjärnorna Nicholas Edlund och Anders Eriksson. Hedlund valde till slut att satsa på fotboll, vilket inte var någon självklarhet då han också som back i ishockey var framgångsrik.[källa behövs] Hans styrkor inom fotbollen är defensiva och hans fördelar är storleken, huvudspel, och långbollar.[källa behövs]
Thomas Hedlund avslutade sin fotbollskarriär 2008, efter 14 säsonger i Gefle IF. Samtidigt med Hedlund avtackades också Mathias Woxlin och dessa fick stora applåder från Geflepubliken i säsongen 2008 års sista match mot IF Elfsborg.
År 2017 återkom Hedlund för spel i division 4 med moderklubben Hällbo IF.
Thomas Hedlund är bror till handbollsspelaren Sofia Hedlund som spelade i elitserien med Skånela IF från Märsta utanför Stockholm fram till säsongen 2005/2006.[källa behövs]